# Acer regelii
Acer regelii é uma espécie de árvore do gênero Acer, pertencente à família Aceraceae.